# Minna Mustonen
Minna Mustonen (* 26. Juli 1977 in Helsinki) ist eine ehemalige finnische Fußballspielerin. 

## Karriere

### Vereine
Im Alter von 19 Jahren begab sie sich in die Vereinigten Staaten für ein Studium an der Franklin Pierce University in Rindge im Bundesstaat New Hampshire. Für das Sport-Team der privaten Bildungseinrichtung, die Ravens, kam sie zuletzt als Senior in der Spielzeit 2000 in der Northeast-10 Conference zu Meisterschaftsspielen, in denen die sie in vier Jahren 70 Tore erzielte. Ihr letztes Meisterschaftsspiel bestritt sie am 30. November 2000 bei der 1:2-Niederlage n. V. im Halbfinale der NCAA Division II gegen die Tritons, dem Sport-Team der University of California, San Diego.
In den Spielzeiten 2000 und 2001 gehörte sie den Boston Renegades in der USL W-League, der zweithöchsten Spielklasse im nordamerikanischen Frauenfußball, an, mit dem Verein sie 2001 die Zweitligameisterschaft gewann. Ferner gehörte sie New York Power in der Women’s United Soccer Association in der Spielzeit 2002 an. Nachdem der Abstieg ihrer Mannschaft unausweichlich feststand, verließ sie diese und schloss sich Carolina Courage in der Spielzeit 2003 an.
Nach Finnland zurückgekehrt, gehörte sie in der Spielzeit 2004 zunächst dem Hauptstadtverein HJK Helsinki an, in der Spielzeit 2005 dem in Jakobstad, im Westen des Landes, ansässigen FC United – jeweils in der SM-sarja, der seinerzeit höchsten Spielklasse. Ihre Spielerkarriere beendete sie jedoch in Schweden beim Erstliganeuling Bälinge IF nach der Spielzeit 2006, in der sie zum Spielklassenverbleib ihrer Mannschaft in der Damallsvenskan beigetragen hatte. 

### Nationalmannschaft
Mustonen bestritt im Zeitraum von 21 Jahren 67 Länderspiele für die A-Nationalmannschaft. Sie debütierte am 5. Mai 1996 in Gifhorn bei der 0:6-Niederlage gegen die Nationalmannschaft Deutschlands im dritten Spiel der EM-Qualifikationsgruppe 1. Ihr erstes von sieben Länderspieltoren erzielte sie am 1. März 2002 bei der 1:4-Niederlage gegen die Nationalmannschaft Chinas im ersten Spiel der Gruppe A im Turnier um den Algarve-Cup mit dem Treffer zum Endstand in der 75. Minute.
Des Weiteren kam sie im dritten bis sechsten Spiel der WM-Qualifikationsgruppe 1, Klasse A in der Europäischen Zone / UEFA zum Einsatz, wie auch in zwei Vergleichen mit der US-amerikanischen Nationalmannschaft am 24. und 27. Februar 1998 in Orlando und Tampa jeweils im Bundesstaat Florida, die beide mit 1:3 und 0:2 verloren wurden.
Bei ihrer zweiten Turnierteilnahme am Algarve-Cup 1999 wurde sie in allen drei Spielen der Gruppe A sowie im Spiel um Platz 7 am 20. März in Montechoro bei der 1:2-Niederlage gegen die Nationalmannschaft Portugals eingesetzt. Nachdem sie in den Turnieren der Jahre 2000 und 2001 nicht berücksichtigt worden war, war sie im Jahr 2002 in allen vier Spielen tätig, wie auch in den letzten drei Spielen der WM-Qualifikationsgruppe 2, Klasse A in der Europäischen Zone / UEFA.
Im Jahr 2003 bestritt sie neun Länderspiele, darunter vier im Turnier um den Algarve-Cup 2003 und die ersten vier in der EM-Qualifikationsgruppe 1 sowie ein in Freundschaft ausgetragenes am 19. April in Přední Kopanina bei der 1:2-Niederlage gegen die Nationalmannschaft Tschechiens. Im Jahr 2004 bestritt sie elf Länderspiele, im Jahr darauf mit 14 die meisten.
Mit der Mannschaft, unter Trainer Michael Käld, nahm sie an der Europameisterschaft 2005 in England teil, kam in allen drei Spielen der Gruppe A sowie am 15. Juni 2005 in Preston bei der 1:4-Halbfinalniederlage gegen die Nationalmannschaft Deutschlands zum Einsatz, zweimal als Einwechselspielerin. 
Nachdem sie erneut vier Spiele im Turnier um den Algarve-Cup 2006 bestritten hatte, dem zwei Freundschaftsspiele gegen die Nationalmannschaft der Niederlande (0:0 und 0:1) in Maspalomas am 5. und 8. Februar vorausgegangen waren, wirkte sie nochmals in vier Spielen der WM-Qualifikationsgruppe 3, Kategorie A in der Europäischen Zone/UEFA mit. Das vierte, zugleich ihr letztes Länderspiel, wurde am 27. September 2006 Viborg mit 0:1 gegen die Nationalmannschaften Dänemarks verloren.

## Erfolge
Nationalmannschaft
- Halbfinalist Europameisterschaft 2005

Boston Renegades
- Meister USL-W-League 2001

FPU Ravens
- Halbfinalist NCAA Division II 2000